# Châu Ngọc Tuyết Sang
Châu Ngọc Tuyết Sang (sinh ngày 21 tháng 03 năm 2005 ) là một vận động viên Taekwondo Việt Nam. Cô là thành viên đội tuyển Taekwondo Hồ Chí Minh, với thành tích (liên tiếp) 1 Huy chương Bạc và 1 Huy chương Đồng ở Giải vô địch thế giới, 1 Huy chương Vàng và 2 Huy chương Bạc và 1 Huy chương Đồng giải châu Á.

## Tiểu sử
Cô sinh năm 2005, sinh sống cùng gia đình tại Thành phố Hồ Chí Minh. Làm quen với bộ môn Taekwondo từ năm 7 tuổi. 

## Sự nghiệp
Ban đầu, do có nền tảng, đến năm 2018, cô được gọi vào đội tuyển Taekwondo Việt Nam, tham dự Giải Vô địch Quyền Taekwondo thế giới tại Đài Loan. Ngay lần đầu tham dự, cô cùng đồng đội đã giành được Huy chương bạc. Đây là tấm huy chương quốc tế đầu tiên trong sự nghiệp của cô. Ở nội dung đồng đội nữ cadet quyền tiêu chuẩn, 3 vận động viên Châu Ngọc Tuyết Sang, Nguyễn Thanh Hiền Linh và Lê Ngọc Hân đã giành được huy chương đồng sau khi để thua Hàn Quốc ở chung kết 2
5 vận động viên Châu Ngọc Tuyết Sang – Nguyễn Hải Trang – Nguyễn Thanh Hiền Linh – Hồ Thanh Ân – Lê Nhật Hào mang về huy chương bạc đồng đội 5 người tại Giải vô địch quyền Taekwondo trẻ và thiếu niên châu Á năm 2019.
Châu Ngọc Tuyết Sang tranh tài ở ở lứa 15-17 tuổi. Cô thi đấu xuất sắc và giành huy chương vàng ở nội dung quyền sáng tạo cá nhân nữ. Ở nội dung đồng đội, Châu Ngọc Tuyết Sang cùng Châu Kim Loan và Nguyễn Ngọc Tường Vy giành huy chương vàng ở nội dung quyền đồng đội tiêu chuẩn nữ tại Giải vô địch các CLB Taekwondo toàn quốc năm 2021.
Cô đang theo học Lớp 12 tại Trường trung học phổ thông Chuyên Năng khiếu TDTT Nguyễn Thị Định (TP Hồ Chí Minh).

## Chương trình truyền hình đã tham gia
- Siêu bất ngờ - HTV7[5]
- Thiếu Niên Nói 2021 - VTV3

## Thành tích nổi bật

### Thể thao
|      | Năm                                                   | Giải đấu   | Nơi diễn ra       | Thành tích | Nguồn |
| 2017 | Giải taekwondo trẻ châu Á                             | Việt Nam   | Huy chương vàng   | [ 6 ]      |       |
| 2017 | Giải taekwondo trẻ châu Á                             | Việt Nam   | Huy chương bạc    | [ 6 ]      |       |
| 2018 | Giải vô địch quyền Taekwondo thế giới                 | Trung Quốc | Huy chương bạc    | [ 2 ]      |       |
| 2018 | Giải vô địch quyền Taekwondo thế giới                 | Trung Quốc | Huy chương đồng   | [ 2 ]      |       |
| 2019 | Giải vô địch quyền Taekwondo trẻ và thiếu niên châu Á | Jordan     | Huy chương bạc    | [ 3 ]      |       |
| 2019 | Giải vô địch quyền Taekwondo trẻ và thiếu niên châu Á | Jordan     | Huy chương đồng   | [ 7 ]      |       |
| 2021 | Giải vô địch các CLB Taekwondo toàn quốc              | Việt Nam   | 2 Huy chương vàng | [ 4 ]      |       |

## Gia đình
Cô có một người chị gái tên Châu Tuyết Vân, sinh năm 1990, hiện đang giữ huyền đai lục đẳng, với thành tích  5 Huy chương Vàng (liên tiếp) ở SEA Games, 5 Huy chương Vàng (liên tiếp) ở Giải vô địch thế giới, 2 Huy chương Vàng (liên tiếp) giải châu Á và 1 Huy chương Vàng Đông Nam Á ở nội dung quyền thuật đồng diễn.